# Отвідаберг
Отвідаберг (швед. Åtvidaberg) — містечко (tätort, міське поселення) на Півдні Швеції в лені  Естерйотланд. Адміністративний центр комуни Отвідаберг.

## Географія
Містечко знаходиться у центральній частині лена  Естерйотланд за 180 км на південний захід від Стокгольма.

## Історія
Поселення виникло з розвитком місцевої копальні міді. Перші згадки про шахти датуються 1413 роком. Завдяки інвестиціям у XIX столітті Отвідаберг на початку XX століття перетворилося на сучасне промислове містечко. У 1946 році поселення отримало статус чепінга (торговельного містечка). 

## Герб міста
Герб було розроблено для торговельного містечка (чепінга) Отвідаберг: у золотому полі на зеленому тригорбі золотий алхімічний знак міді, у зеленій главі — золотий рубанок. Тригорб і алхімічний знак символізує гірничодобувну промисловість і видобуток міді. Рубанок вказує на столярні промисли. Герб отримав королівське затвердження 1947 року.   
Після адміністративно-територіальної реформи, проведеної в Швеції на початку 1970-х років, муніципальні герби стали використовуватися лишень комунами. Цей герб був 1971 року перебраний для нової комуни Отвідаберг. 

## Населення
Населення становить 7 001 мешканців (2018). 

## Економіка
Основними галузями промисловості у Отвідаберг були насамперед гірничодобувна та видобуток міді. Проте в кінці ХІХ століття запаси руди в місцевій копальні вичерпалися.
Штаб-квартиру в місті мала промислова група Facit AB. Вона починала свою діяльність із виготовлення меблів, але з 1940-х років стала переважати продукція офісної техніки. Ще з 1930-х років великим попитом користувалися друкарські машинки Facit. На початку 1970-х років фірма перебувала у глибокій економічній кризі в результаті переходу технологій на електронні машини і була придбана компанією Electrolux в 1972 році.

## Спорт
У поселенні базується футбольний клуб Отвідабергс ФФ, який двічі ставав чемпіоном Швеції (1972 та 1973 роки) і двічі вигравав кубок країни (1970 та 1971 роки).

## Галерея

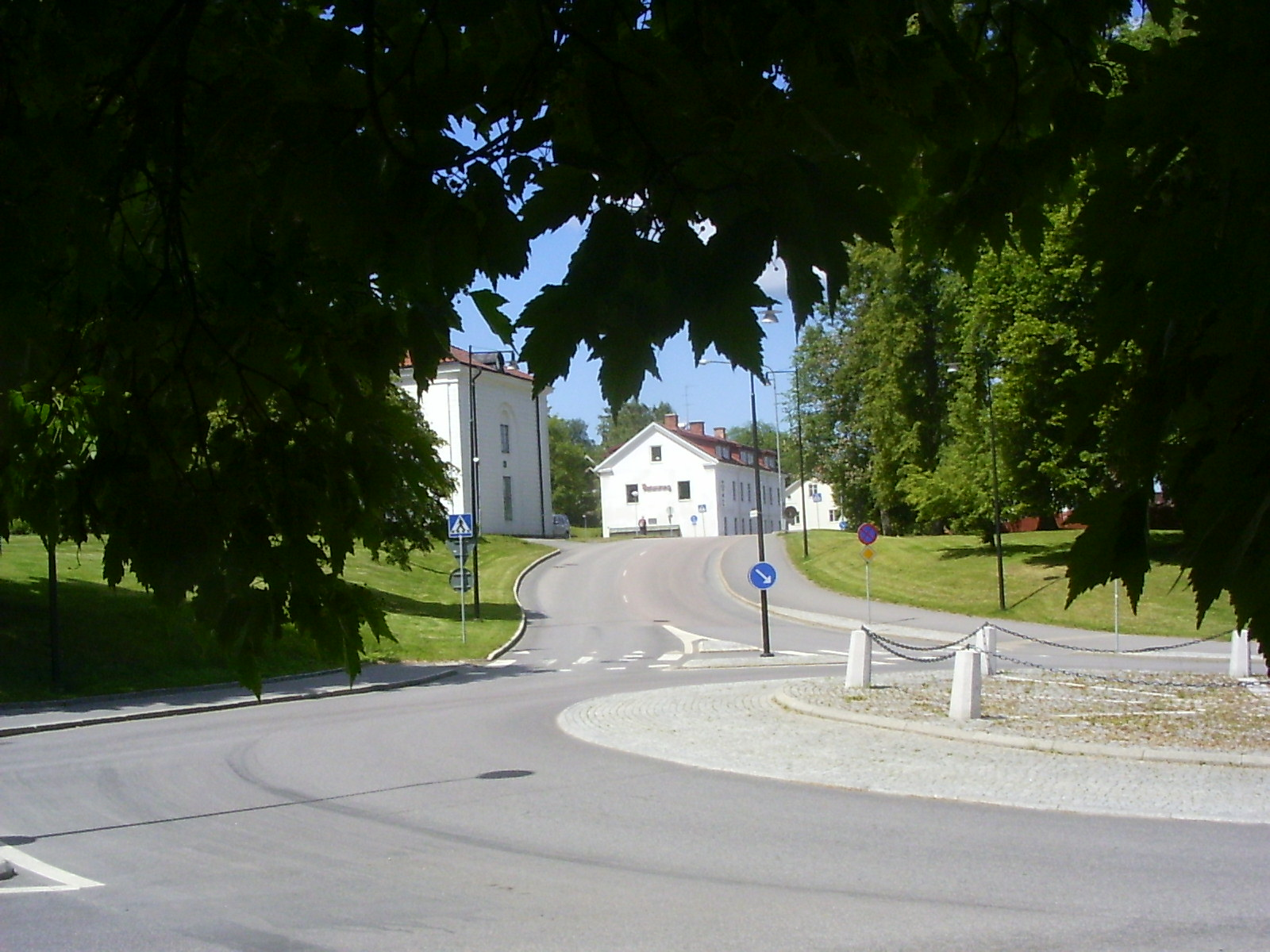
Вулиця Стенгусгатан
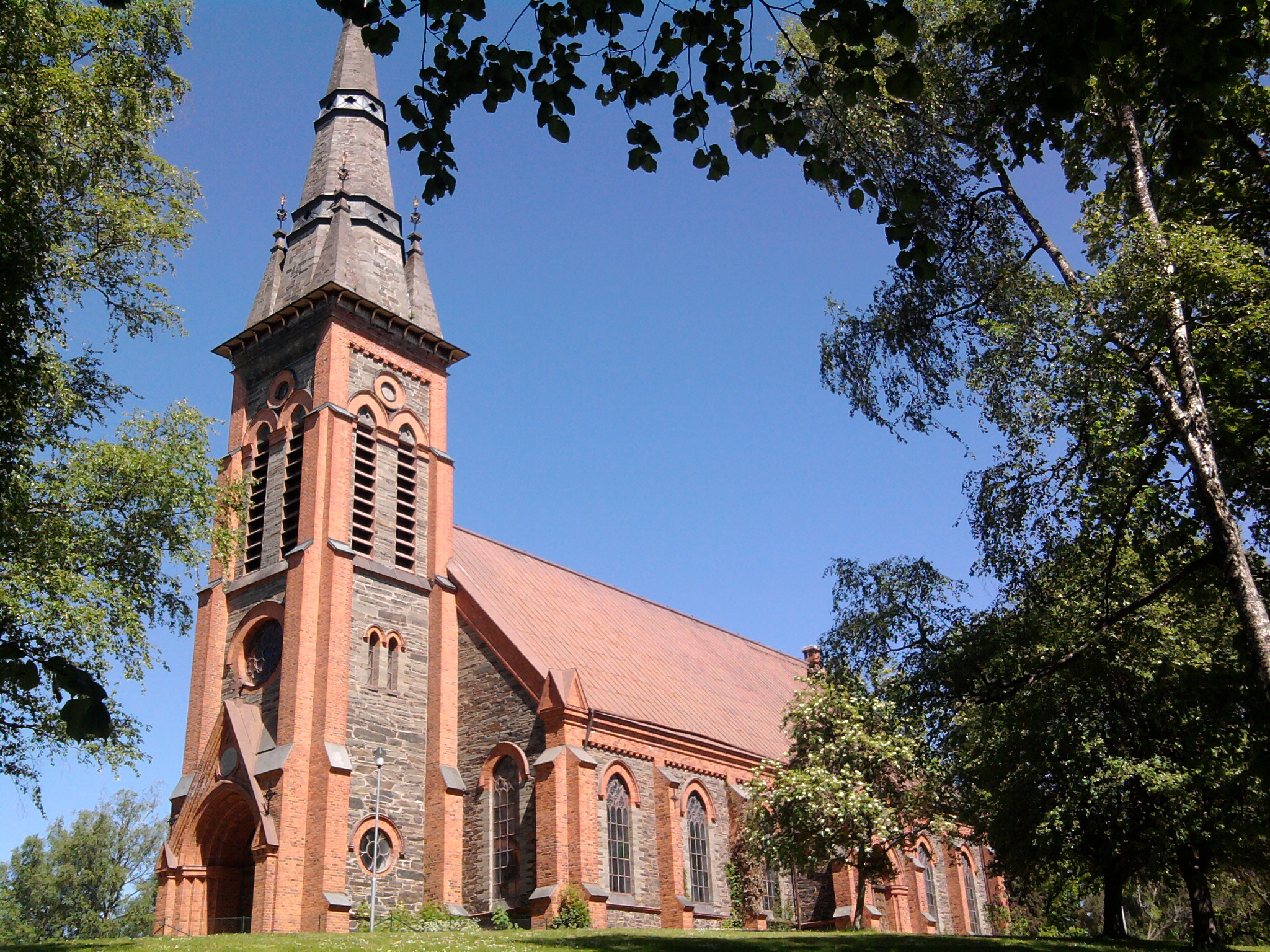
Церква
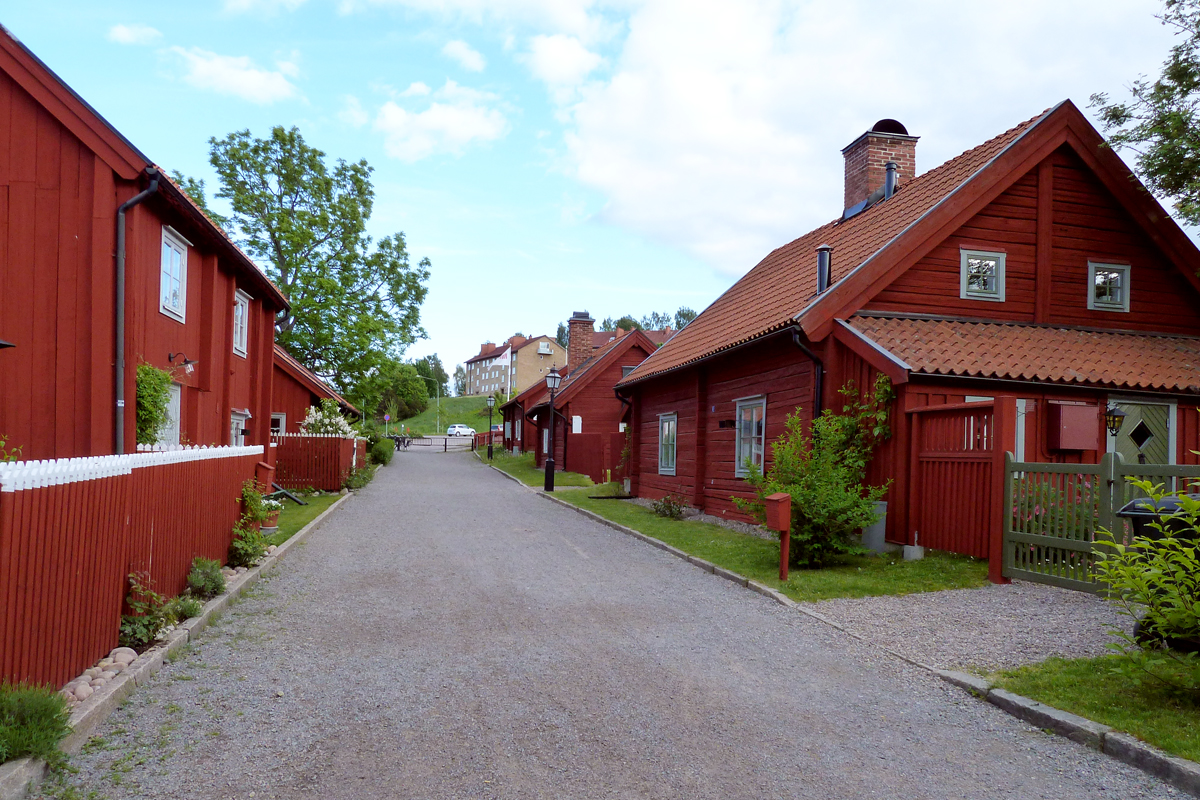
Вулиця Верксгатан
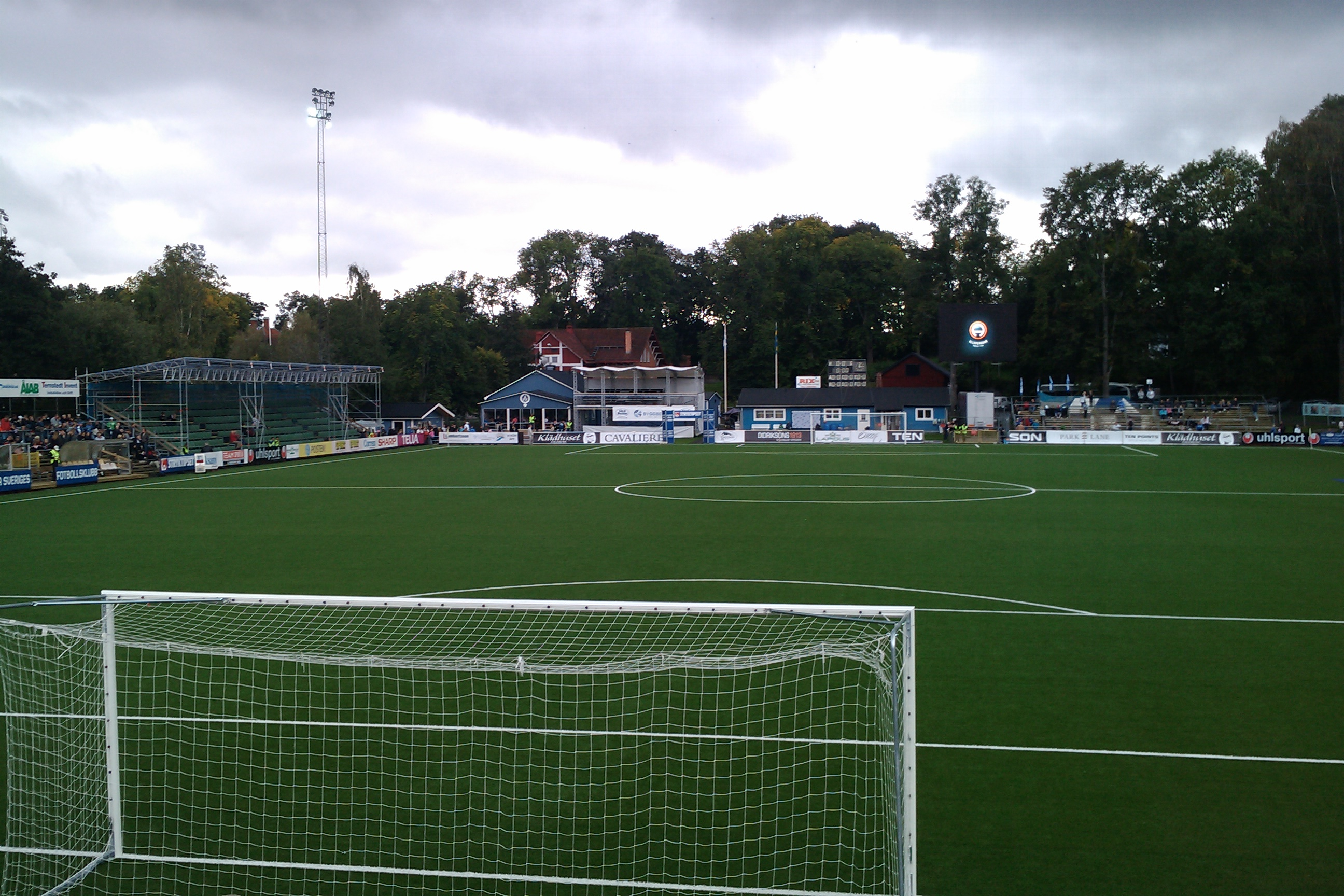
Стадіон Коппарваллен

## Покликання
- Сайт комуни Отвідаберг [Архівовано 8 березня 2021 у Wayback Machine.]